# Peres Sándor
Peres Sándor (Csengerújfalu, Szatmár megye, 1863. február 26. – Budapest, 1907. december 27.) óvónőképző-intézeti igazgató, tanár, pedagógiai író.

## Élete
Csengerújfalun született, ahol apja református tanító volt. Apjának 1864-ben történt halála után, nevelését édesanyja és a rokonok irányították. 1869-től a máramarosszigeti református gimnázium négy osztályát és az állami tanítóképzőt végezte s 1879-től nevelő volt. 1882-ben a losonci állami tanítóképző gyakorló-iskolájához tanítónak nevezték ki. Mint nevelő és tanító magánúton vizsgálatot tett a gimnázium V-VII. osztályaiból és a nyelv- és a történettudományi szakcsoportból polgári iskolai tanítói oklevelet szerzett. 1892-től 1894-ig Hódmezővásárhelyen, 1894-tól Budapesten volt óvónőképző-intézeti igazgató. Tevékeny részt vett a tanítóegyesületek életében; titkára a kisdednevelők országos egyesületének.

## Írásai
Költeményei és cikkei 1879-től a Máramarosi Tanügy, Magyar Paedagogiai Szemle, Paedagogiai Plutarch, Család és Iskola, Bars, Nógrádmegyei Lapok című közlönyökben jelentek meg. Cikkei a Népnevelők Lapjában (1880. Tarlózatok, 1881. Magyar Ábc, 1882. A mese, 1883. A paedagogia módszeréhez, 1884. Az iskolai takarékpénztár, 1885. Mily határok volnának szabhatók a nevelésben az utilitarismus elvének? Pályadíjat nyert, 1887. Pár szó a neveléstudományról); a Losoncz és Vidékében (1882-től tárcacikkek és versek); az Ungmegyei Tanügyben (1883-85. Levelek egy tanítóhoz); a Nevelésben (1888. A cselédek, 1888. Az iskolai év elején, Konyáti Konyáthy Anzelm) sat.

## Munkái
- Néptanítók és a magyar társadalom. Losoncz, 1882. (U. S. jegy alatt).
- Emléklapok a losonczi dalegylet negyedszázados multjának jubileumáról. Uo. 1886.
- Szeretet. A paedagogia első lapja. Uo. 1886. (Ism. Néptanítók Lapja 1886. 413. l.).
- Gyermekeinknek. Verses köszöntő könyv. Pozsony (1886.).
- Szováthy Lajos. Élet- és jellemrajz. Uo. 1887.
- A beszéd- és értelemgyakorlatokról. Vezérkönyv. Losoncz, 1887. (Pályadíjjal kitüntetett értekezés, előbb a Népnevelők Lapjában. 2. jav. k. Bpest, 1888. 3. jav. k. Uo. 1900. Népnevelők Könyvtára 6.).
- Gazdaságtan a legszükségesebb háztartási és kertészeti ismeretekkel. Polgári és felsőbb leányiskolák számára. Budapest, 1888. (Dobóczky Lajossal együtt.).
- Szünórák. Elegyes költemények. Uo. 1889.
- A magyar népoktatásügy fejlődése 1867-1887. Tekintettel Gönczy Pál működésére. A máramarosmegyei tankerületi általános tanítóegyesület által pályadíjjal koszorúzott mű. Uo. 1890. (Ism. Prot. Egyh. és Isk. Lap 14. sz.).
- Herbart és Diesterweg. Ismertetés kritikával. Uo. 1890.
- Magyar nyelvgyakorló, főtekintettel a magyar helyesírás és fogalmazás tanítására. Bpest, 1890. Négy füz. (Böngérfi Jánossal együtt.).
- Vezérkönyv Nógrád vármegye földrajzának oktatásában. Losoncz, 1891. (Wagner Istvánnal együtt.)
- Magyar olvasókönyv a kisdedóvónőképző intézetek számára. Bpest, 1894. (Láng Mihállyal együtt. 2. kiadás. Uo. 1900.)
- A magyar irodalom ismertetése a kisdedóvónőképző-intézetek II. osztálya számára. Uo. 1894. (Lángy Mihálylyal együtt. 2. jav. kiadás. Uo. 1899).
- Rendszeres magyar nyelvtan a kisdedóvónőképző-intézetek I. oszt. számára, Uo. 1894. (Láng Mihálylyal együtt. 2. kiadás, Uo. 1900.).
- Kisdednevelés és módszertan. I. rész. A kisdedóvónőképző-intézetek I. osztálya számára. Hódmező-Vásárhely, 1894. (2. kiadás. Bpest, 1895. és Bpest, 1896.)
- Emlékbeszéd báró Eötvös Józsefről. Bpest, 1895.
- Magyar kisdedóvó. A kisded összes foglalkozásainak gyűjteménye családok, óvodák, óvónőképző-intézetek számára. Uo. 1896. (Többek közreműködésével.)
- A magyarországi tanító-egyesületek története. Kiadta a magyarországi tanítók országos bizottsága. Uo. 1896.
- Vezérkönyv az állandó gyermekmenedékházakat vezető nők számára. Uo.. 1896. (Többekkel együtt.)
- Földrajzi olvasókönyv és feladattár a nógrádmegyei népiskolák III. oszt. számára. 50 aranynyal jutalmazott pályamű. B.-Gyarmat, 1897. (Wagner Istvánnal együtt.).
- A kisdednevelők országos egyesületének története. 1869-96, Bpest, 1897.
- A kisdednevelés huszonöt évfolyama. Egy lap a hazai paedagogiai irodalom történetéből. Uo. 1898.
- Magyar kisdednevelés irodalma. Uo. 1900.
- Óvónők kalauza. Kiadja a kisdednevelők országos egyesülete. Uo. 1903.
- Neveléstan. Budapest, 1904. (Ism. Vasárnapi Ujság 25. sz.).

Szerkesztette a Nevelés c. folyóiratot 1888-1891-ig Losoncon; 1895. július 1-jétől a Kisdednevelés c. lapot és a Népnevelők Könyvtárát 1899-től Budapesten.

## Álnevei és jegyei
- Ujfalussy S., Barna P., U. S. (a Losoncz és Vidékében, 1883-tól költeményeinél) és P.